# Зульфикар (танк)
Зульфикар (перс. ذوالفقار‎, Zulfiqar или Zolfaghar или Zolfaqar) — иранский основной боевой танк второго поколения, разработанный под руководством бригадного генерала Мир-Юнуса Масумзаде (Mir-Younes Masoumzadeh), заместителя командующего сухопутными войсками по науке и исследованиям.
Целью разработки и дальнейшего производства являлось обеспечение независимости национальных вооружённых сил от поставок импортной бронетехники. Танк назван в честь легендарного меча пророка Мухаммада.
Прототип танка был разработан в 1993 году. Шесть предсерийных образцов танка были испытаны в 1997 году.
Точных данных о количестве произведённых танков нет. Источники называют цифры от 150 до 250 танков «Зульфикар-1». Новые «Зульфикар-3» находятся в стадии разработки и испытаний и существует до 10 их испытательных прототипов.

## Описание
«Зульфикар» имеет сварную башню иранской разработки. Считается, что иранский основной боевой танк «Зульфикар» разработан главным образом на основе компонентов от советского Т-72С, а также американских танков M48 и M60. Подвеска разработана на основе подвески от танков М48 и M60. 
Трансмиссия также является локализованной версией SPAT1200 устанавливаемой на M60. Как сообщается, «Зульфикар-1» имеет вес 36 тонн и оснащается дизельным двигателем мощностью 780 л.с. Некоторые эксперты отмечают сходство конструкции «Зульфикара» и бразильского прототипа «Озорио».
Экипаж «Зульфикара» состоит из трёх человек. Автомат заряжания также считается заимствованным от Т-72, производство осуществляется  в Иране. На танк устанавливается 125-мм гладкоствольное орудие 2А46, унаследованное от Т-72 и  оснащённое эжектором. Несмотря на более ранние сообщения, имеющиеся фотографии показывают, что у Зульфикара-1 нет автоматической подачи снарядов. Вспомогательное вооружение состоит из 7,62-мм и 12,7-мм пулемётов. Для парка танков «Зульфикар»/Т-72 оборонно-промышленный комплекс Ирана производит 23-кг осколочно-фугасные снаряды с начальной скоростью 850 м/с, оснащённые стандартным метательным зарядом в 3 кг, а также кумулятивные, оперённые бронебойно-подкалиберные снаряды (лицензионная копия российского 3БМ42 "Манго")
В ОБТ «Зульфикар-1» используется та же система управления огнём EFCS-3, производства Словении, что и в Т-72Z («Safir-74»), позволяющая вести огонь в движении. Возможно на башне устанавливается система предупреждения о наведении оружия, имеющего систему управления огнём с лазерным дальномером или использующего лазерную подсветку цели. Конструкция танков позволяет устанавливать на броню динамическую защиту.
ОБТ «Зульфикар-3» имеет несколько иную форму корпуса и башни. Вес машины увеличен до примерно 50 тонн и для компенсации скорости установлен более мощный двигатель в 1000 л.с. На башню установлена башенка с 12,7-мм пулемётом на дистанционном управлении. Весь танк покрыт маскировочной сетью для скрытия в ИК диапазоне.

## Производство
В апреле 1997 года действующий командующий сухопутными войсками иранской армии, бригадный генерал Мохаммад-Реза Караи Аштиани объявил о начале массового производства танков «Зульфикар», которое начато в 1996 году и всё ещё продолжается. Он заявил, что произведено 520 различных частей танков, 600 частей артиллерийских орудий, произведён ремонт 500 танков и бронемашин. 
В конце июля 1997 года президент Хашеми Рафсанджани официально открыл новую производственную линию основных боевых танков «Зульфикар» отечественной сборки и гусеничных бронетранспортёров «Boragh». Выпуск танков налажен на производственном комплексе Shahid Kolah Dooz, выпускавшем лицензионную копию боевых машин пехоты БМП-2.

## Модификации
- «Зульфикар-1» — первый прототип был показан в 1994 году. Танк сочетает в себе конструкторские решения и комплектующие от американского M60 и советского Т-72. Считается, что 125-мм гладкоствольная пушка и автомат заряжания заимствованы от Т-72, в то время как ходовая часть — от M60. Было выпущено 150 единиц[6].
- «Зульфикар-2» — оснащён модернизированным двигателем и ходовой частью. Был построен только один прототип[7][8].
- «Зульфикар-3» — последняя модификация. Отличается от предшественников новой ходовой частью, башней, СУО и лазерным дальномером. Было выпущено 100 единиц.